# Мхашб
Мхашб (финик.  ) е публична длъжност в пунически Картаген.
Мхашбът е държавен ковчежник. . Заемащият длъжността по право е влизал в състава на адирата и е бил един от Стоте. Римските автори наричали пуническия мхашб - квестор, явно по аналогия на функциите които е изпълнявал.

## Литаратура
- H.Dridi. Carthage et le monde punique. Paris, 2006
- M.H.Fantar. Carthage. The Punic City. Tunis, 2007
- B.A.Levine. Tracing the Biblical Accounting Register: Terminology and the Signification of Quantity – in "Commerce and Monetary Systems in the Ancient World". Stuttgart, 2004
- J.R.W.Prag. Siculo-Punic Coinage and Siculo-Punic Interactions. Bollettino di Archeologia online, I, 2010